# Route nationale 11 (Pays-Bas)
Pour les articles homonymes, voir Route nationale 11.
La route nationale 11, ou N 11, est une route nationale néerlandaise reliant l’autoroute A4 à Leyde, à l’autoroute A12 à Bodegraven.
Elle est intégralement aménagée en voie rapide à 2x2 voies et a le statut de route à accès réglementée. Elle est limitée à 100 km/h.

## Tracé
- Échangeur entre A4 et N11
- Carrefour à feux  : Zoeterwoude-Rijndijk
- 7 Hazerswoude (N209): Hazerswoude, Boskoop-Ouest, Zoetermeer
- Carrefour à feux  : Coudekerque-sur-le-Rhin, Alphen-sur-le-Rhin-Ouest
- 9 Alphen-sur-le-Rhin : Centre, Hoge Zidje, Kerke en Zanen
- 10 Alphen-sur-le-Rhin-Est (N207) : Nieuwkoop, Boskoop
- 11 Bodegraven-Centre (N458) : Zwammerdam, Nieuwerbrug
- 12 Bodegraven (N459) : Reeuwijk, Gouda, Den Haag, A12 (direction La Haye)
- Échangeur entre A12 et N11